# Apolaffar
Apolaffar (Abu-Jàfar?) fou un emir musulmà de Tàrent.
Només és conegut per les fonts llatines. El 843 es va posar al servei del llombard Siconulf de Salern, germà de l'assassinat príncep Sicard de Benevent, contra el seu rival, el príncep de Benevent Radelchis I (839-851), però aviat es va enemistar amb el seu cap i es va posar al servei de Radelchis. Va morir a la defensa de Benevent contra Siconulf.